# Championnat du Timor oriental de football 2015-2016
Navigation
Saison suivante
La saison 2015-2016 du Championnat du Timor oriental de football est la toute première édition de la Primeira Divisaun, le championnat de première division au Timor oriental. Cette édition inaugurale se décompose en deux parties distinctes : une première phase détermine les équipes engagées en première et deuxième division, puis les championnats proprement dits sont organisés. La Primeira Divisaun se dispute sous la forme d'une poule unique où toutes les équipes se rencontrent à deux reprises. A l'issue de la saison, les deux derniers sont relégués et remplacés par les deux meilleures formations de Segunda Divisaun.
C'est le Sport Laulara e Benfica qui remporte le championnat après avoir terminé en tête du classement final, ne devançant Karketu Dili FC et Porto Talbese qu'à la faveur d'une meilleure différence de buts, les trois formations ayant terminé à égalité de points. Il s’agit du tout premier titre de champion du Timor oriental de l'histoire du club.

## Faze Apuramentu
Vingt clubs s'inscrivent pour participer au championnat. Une première phase est nécessaire afin de déterminer les huit clubs qui s'aligneront en première division et les douze autres qui disputeront le championnat de deuxième division. Les équipes sont réparties en quatre poules de cinq et s'affrontent une fois : les deux premiers se qualifient pour la première division, les trois autres jouent en seconde division. Toutes les rencontres sont disputées au Stade national du Timor oriental de Dili.
| Rang | Équipe                  | Pts | J | G | N | P | Bp | Bc | Diff |  | Résultats (▼ dom., ► ext.) | Car | Spo | Cac | Ass | Caf |
| ---- | ----------------------- | --- | - | - | - | - | -- | -- | ---- |  | -------------------------- | --- | --- | --- | --- | --- |
| 1    | Carsae FC               | 10  | 4 | 3 | 1 | 0 | 7  | 1  | +6   |  | Carsae FC                  |     | 2-1 | 2-0 | 0-0 | 3-0 |
| 2    | Sport Laulara e Benfica | 9   | 4 | 3 | 0 | 1 | 8  | 3  | +5   |  | Sport Laulara e Benfica    |     |     | 2-0 | 2-1 | 3-0 |
| 3    | Cacusan FC              | 4   | 4 | 1 | 1 | 2 | 3  | 6  | -3   |  | Cacusan FC                 |     |     |     | 1-1 | 2-1 |
| 4    | Assalam FC              | 3   | 4 | 0 | 3 | 1 | 3  | 4  | -1   |  | Assalam FC                 |     |     |     |     | 1-1 |
| 5    | CF Café                 | 1   | 4 | 0 | 1 | 3 | 2  | 9  | -7   |  | CF Café                    |     |     |     |     |     |

| Rang | Équipe          | Pts | J | G | N | P | Bp | Bc | Diff |  | Résultats (▼ dom., ► ext.) | Pon | Kar | Nag | Zeb | SCr |
| ---- | --------------- | --- | - | - | - | - | -- | -- | ---- |  | -------------------------- | --- | --- | --- | --- | --- |
| 1    | AS Ponta Leste  | 8   | 4 | 2 | 2 | 0 | 9  | 2  | +7   |  | AS Ponta Leste             |     | 3-1 | 0-0 | 1-1 | 5-0 |
| 2    | Karketu Dili FC | 7   | 4 | 2 | 1 | 1 | 8  | 6  | +2   |  | Karketu Dili FC            |     |     | 2-2 | 2-1 | 3-0 |
| 3    | FC Nagardjo     | 6   | 4 | 1 | 3 | 0 | 4  | 3  | +1   |  | FC Nagardjo                |     |     |     | 1-1 | 1-0 |
| 4    | Zebra CF        | 5   | 4 | 1 | 2 | 1 | 4  | 4  | 0    |  | Zebra CF                   |     |     |     |     | 1-0 |
| 5    | Santa Cruz FC   | 0   | 4 | 0 | 0 | 4 | 0  | 10 | -10  |  | Santa Cruz FC              |     |     |     |     |     |

| Rang | Équipe            | Pts | J | G | N | P | Bp | Bc | Diff |  | Résultats (▼ dom., ► ext.) | DIT | Ait | Kab | Ult | Uni  |
| ---- | ----------------- | --- | - | - | - | - | -- | -- | ---- |  | -------------------------- | --- | --- | --- | --- | ---- |
| 1    | DIT FC            | 12  | 4 | 4 | 0 | 0 | 22 | 4  | +18  |  | DIT FC                     |     | 4-1 | 4-1 | 3-1 | 11-1 |
| 2    | FC Aitana         | 9   | 4 | 3 | 0 | 1 | 16 | 6  | +10  |  | FC Aitana                  |     |     | 6-0 | 5-1 | 4-1  |
| 3    | Kablaki FC        | 6   | 4 | 2 | 0 | 2 | 10 | 12 | -2   |  | Kablaki FC                 |     |     |     | 4-2 | 5-0  |
| 4    | Atlético Ultramar | 3   | 4 | 1 | 0 | 3 | 7  | 13 | -6   |  | Atlético Ultramar          |     |     |     |     | 3-1  |
| 5    | ADR União         | 0   | 4 | 0 | 0 | 4 | 3  | 23 | -20  |  | ADR União                  |     |     |     |     |      |

| Rang | Équipe                  | Pts | J | G | N | P | Bp | Bc | Diff |  | Résultats (▼ dom., ► ext.) | Aca | PTa | YMCA | Lic | Ben | Tim |
| ---- | ----------------------- | --- | - | - | - | - | -- | -- | ---- |  | -------------------------- | --- | --- | ---- | --- | --- | --- |
| 1    | CF Académica            | 13  | 5 | 4 | 1 | 0 | 14 | 3  | +11  |  | CF Académica               |     | 1-0 | 3-0  | 3-1 | 5-0 | 2-2 |
| 2    | Porto Taibesse FC       | 12  | 5 | 4 | 0 | 1 | 21 | 3  | +18  |  | Porto Taibesse FC          |     |     | 5-1  | 4-1 | 5-0 | 7-0 |
| 3    | YMCA FC                 | 7   | 5 | 2 | 1 | 2 | 14 | 11 | +3   |  | YMCA FC                    |     |     |      | 2-2 | 3-1 | 8-0 |
| 4    | FC Lica-Lica            | 5   | 5 | 1 | 2 | 2 | 8  | 12 | -4   |  | FC Lica-Lica               |     |     |      |     | 3-3 | 1-0 |
| 5    | Sport Dili e Benfica    | 2   | 5 | 0 | 2 | 3 | 4  | 16 | -12  |  | Sport Dili e Benfica       |     |     |      |     |     | 0-0 |
| 6    | Sporting Clube de Timor | 2   | 5 | 0 | 2 | 3 | 2  | 18 | -16  |  | Sporting Clube de Timor    |     |     |      |     |     |     |

|  | Participation à la Primeira Divisaun |
|  | Participation à la Segunda Divisaun  |

## Les clubs participants
- Karketu Dili FC
- Sport Laulara e Benfica
- Carsae FC
- DIT FC
- Porto Taibesse FC
- CF Académica
- AS Ponta Leste
- FC Aitana

## Compétition
Le barème de points servant à établir le classement se décompose ainsi :
- Victoire : 3 points
- Match nul : 1 point
- Défaite : 0 point

### Phase régulière
| Rang | Équipe                  | Pts | J  | G | N | P | Bp | Bc | Diff |  | Résultats (▼ dom., ► ext.) | Lau | Kar | PTa | CAca | PLe | Car | DIT | Ait |
| ---- | ----------------------- | --- | -- | - | - | - | -- | -- | ---- |  | -------------------------- | --- | --- | --- | ---- | --- | --- | --- | --- |
| 1    | Sport Laulara e Benfica | 21  | 14 | 5 | 6 | 3 | 22 | 18 | +4   |  | Sport Laulara e Benfica    |     | 0-0 | 1-0 | 0-1  | 5-1 | 1-1 | 1-1 | 3-3 |
| 2    | Karketu Dili FC         | 21  | 14 | 5 | 6 | 3 | 18 | 14 | +4   |  | Karketu Dili FC            | 0-0 |     | 1-2 | 1-0  | 2-1 | 1-1 | 0-1 | 3-1 |
| 3    | Porto Taibesse FC       | 21  | 14 | 6 | 3 | 5 | 16 | 16 | 0    |  | Porto Taibesse FC          | 2-3 | 1-1 |     | 0-0  | 0-1 | 1-0 | 2-2 | 1-0 |
| 4    | CF Académica            | 20  | 14 | 5 | 5 | 4 | 17 | 16 | +1   |  | CF Académica               | 1-2 | 3-3 | 0-1 |      | 1-1 | 3-2 | 1-1 | 3-1 |
| 5    | AS Ponta LesteC         | 20  | 14 | 6 | 2 | 6 | 17 | 19 | -2   |  | AS Ponta LesteC            | 2-1 | 0-1 | 3-1 | 1-2  |     | 0-1 | 3-2 | 1-2 |
| 6    | Carsae FC               | 19  | 14 | 5 | 4 | 5 | 17 | 15 | +2   |  | Carsae FC                  | 1-1 | 1-0 | 2-3 | 3-0  | 0-1 |     | 1-0 | 2-1 |
| 7    | DIT FC                  | 17  | 14 | 4 | 5 | 5 | 16 | 16 | 0    |  | DIT FC                     | 4-2 | 1-3 | 1-2 | 0-0  | 0-1 | 0-0 |     | 2-0 |
| 8    | FC Aitana               | 12  | 14 | 3 | 3 | 8 | 16 | 25 | -9   |  | FC Aitana                  | 1-2 | 2-2 | 1-0 | 0-2  | 1-1 | 3-2 | 0-1 |     |

|  | Champion du Timor oriental 2015-2016    |
|  | Relégation en Segunda Divisuan          |
|  | C : Vainqueur de la Taça 12 de Novembro |

## Bilan de la saison
| Championnat du Timor oriental de football 2015-2016 |                                     |
| Champion                                            | Sport Laulara e Benfica (1er titre) |
| Coupes et trophées                                  |                                     |
| Vainqueur de la Coupe du Timor oriental 2015-2016   | AS Ponta Leste                      |
| Qualifications continentales                        |                                     |
| Coupe de l'AFC 2017                                 | Aucun                               |
| Promotions et relégations                           |                                     |
| Promus en Primeira Divisuan                         | Cacusan CF                          |
| Promus en Primeira Divisuan                         | Zebra CF                            |
| Relégués en Segunda Divisuan                        | DIT FC                              |
| Relégués en Segunda Divisuan                        | FC Aitana                           |